# 媒体传输协议
媒体传输协议（英語：Media Transfer Protocol）是一个基于图片传输协议（Picture Transfer Protocol，PTP）的自定义扩展协议。该协议允许使用者在移动设备上线性存取媒体文件。PTP只是被设计用于从数码相机下载照片，而MTP可以支持数字音频播放器上的音乐文件和便携式媒体播放器上的媒体文件，以及个人数字助理的个人信息的传输。MTP是WMDRM10-PD的一个关键部分，而WMDRM10-PD是Windows Media的一项数字版权管理（DRM）服务。
媒体传输协议（即通常所说的MTP）是“Windows Media”框架的一部分，从而与Windows Media Player密切相关。Windows系统从Windows XP SP2开始支持MTP。Windows XP需要安装Windows Media Player 10或更高版本来获得对MTP的支持。Windows Vista以後的Windows的系统则原生支持MTP。微软同时向Windows98之后的旧有操作系统提供MTP驱动包。OS X 和 Linux 各自拥有可支持MTP的升级软件包.
USB开发者论坛在2008年5月将MTP标准化为一个成熟的USB类。自此以后MTP成为PTP的官方扩展，两者拥有相同的类代码。

## 概述
建立MTP协议的最主要目的是让移动设备可以只传输媒体文件和关联元数据，并且一次传输只能单独完成读取或写入，使读取和写入无法并行。诸如读取，编辑和修改等功能需要将相关文件读取到本地，完成后再传输回移动设备。
MTP最初应用于USB传输，不过现已扩展应用到TCP/IP和蓝牙领域。Windows Vista支持TCP/IP上的MTP协议。Windows 7和已升级平台的Windows Vista支持蓝牙上的MTP协议。连接到MTP设备的主机端称为MTP Initiator（MTP发起端），连接到主机的MTP设备称为MTP Responder（MTP应答端）。
选择使用MTP连接而不是诸如USB大容量存储设备（USB mass-storage device class，MSC）等其他连接方式是因为后者在大容量存储设备的块（例如FAT块）上完成读写操作，而MTP在逻辑文件层完成读写。换句话说，USB大容量存储设备连接模式使主机端可以建立无差别连接到大容量存储批量块的连接。而MTP连接模式使主机连接到文件系统，这样的连接使文件更安全，减少损毁文件的风险（正在移动设备上进行读取或修改的文件在文件系统层级上无法访问）。因此，实际上在主机上载入MSC磁盘分区后，在不断开连接的情况下在移动设备上修改文件会有损毁文件的风险。另外，因为主机可以完全控制移动设备的存储设备，所以主机很有可能损伤文件系统，也可能更改为移动设备无法识别的新文件系统，或者可能通过某种更改使移动设备无法识别存储器。

## Windows MTP支持

### Windows旧版本的支持
Windows XP 及其以前的版本需要安装 Windows Media Player 来达到支持MTP的目的。Windows Vista 及其之后的 Windows 版本都原生支持MTP。